# Уранхаев, Нурлан Тельманович
Нурлан Тельманович Уранхаев (каз. Нұрлан Телманұлы Ұранхаев; род. 4 мая 1965, Семипалатинск, Казахская ССР) — казахстанский государственный деятель, аким Абайской области (2022—2025).

## Биография
Родился 4 мая 1965 года в Семипалатинске.
- С 1987 по 1990 год — слесарь-монтажник, мастер, прораб участка Семипалатинского монтажного управления треста «Казпромтехмонтаж».

- с 1990 по 1995 год — директор, генеральный директор, президент промышленно-финансовой корпорации «Зергер».

- В 1995 году становится президентом АО «Аккус».

- С 1995 по 1997 год — доверенный управляющий АО «Сары-Арка».

- С 1997 по 2001 — президент ТОО «Сункар».

- С 2001 по 2003 год — генеральный директор совместного предприятия АО «Казиркутсклес».

- В 2003 году становится начальником управления энергетики, жилищно-коммунального хозяйства и транспорта Восточно-Казахстанской области

- С января 2004 до февраля 2005 года был начальником управления энергетики, жилищно-коммунального хозяйства, строительства и транспорта Восточно-Казахстанской области

- С февраля 2005 до сентября того же года был начальником управления капитального строительства Департамента архитектуры, градостроительства и строительства Восточно-Казахстанской области

- С сентября 2005 до января 2006 года был начальником управления капитального строительства — заместитель директора Департамента архитектуры, градостроительства и строительства Восточно-Казахстанской области

- С 2006 по 2007 год — заместитель акима Восточно-Казахстанской области

- С 2007 по 2008 год — заместитель председателя Комитета по государственным материальным резервам МЧС Республики Казахстан.

- С 2008 по 2009 год — заместитель заведующего Отделом индустриально-инновационного развития Канцелярии Премьер-Министра Республики Казахстан.

- В 2009 году становится государственным инспектором Администрации Президента Республики Казахстан.

- С мая 2009 до июня 2010 года был заместителем Председателя правления АО "НК "СПК «Ертіс».

- С 2010 по 2013 год — заместитель акима Кызылординской области.

- С 2014 по 2015 год — заместитель Председателя Агентства Республики Казахстан по защите прав потребителей.

- С 2015 по 2017 год — генеральный директор АО «КазНИИСА».

- С 2017 по 2018 год — руководитель Управления архитектуры и градостроительства города Алматы.

- С 2019 по 2022 год — руководитель Управления архитектуры, градостроительства и земельных отношений города Нур-Султан.

- С 11 июня 2022 года по 14 февраля 2025 года — аким Абайской области[3].
- С 20 мая 2025 года — Советник Премьер-Министра Республики Казахстан

## Образование
Получил высшее образование в Казахском политехническом институте им. В. И. Ленина (1982—1987) по специальности «инженер-механик». В 1998 году поступил в Казахский финансово-экономический институт и закончил его в 2001, получив специальность экономиста-менеджера. Также учился в Восточно-Казахстанском государственном техническом университете (2004—2006) по специальности «инженер-строитель».

## Награды
- 2011 — Орден «Курмет»[4]
- 2016 — Орден «Парасат»[4]